# Mariana Fabbiani
Mariana Fabbiani (Buenos Aires, 8 de janeiro de 1975) é uma atriz e apresentadora de televisão argentina.